# Bad Reichenhall
Bad Reichenhall egy Bajorországban található fürdőváros, (1890 előtti neve Reichenhall). Lakosainak száma 19 087 fő (2023. december 31.).

## Fekvése
Bad Reichenhall a berchtesgadeni Alpok északi részén, a Saalach völgyében fekszik 470 méter magasan.

## Népesség
| Lakosok száma | 3312 | 13 351 | 13 048 | 16 342 | 17 101 | 17 327 | 17 752 | 17 951 | 18 456 | 19 087 |
|               | 1875 | 1950   | 1975   | 1987   | 2012   | 2014   | 2016   | 2017   | 2021   | 2023   |

## Története
Neve sokat elmond történetéből: ,,Bad’’, mivel 1846 óta fürdőváros; a ,,Reich’’ a Német-római Birodalomhoz való tartozását jelzi; a ,,Hall’’ a legtávolabbi múltra utal. Ez a kelta szó sót jelent, hiszen a környéken található sóbányákért a bajor hercegek és a salzburgi érsekek megtámadták egymást. 1158-ban Oroszlán Henrik városi rangra emelte. 1504 óta tartozik Bajorországhoz.

## Látnivalói
- Kurpark

Gyógyüdülő, amelyet légzési és mozgásszervi betegségekben szenvedőknek ajánlanak.
- Városháza (Rathaus)

Egyik szárnyában rendezték be a Helytörténeti gyűjteményt (Heimatmuseum). Itt látható néhány szép fa- és kőszobrászati emlék.
- Régi sóbánya és sófőzde (Alte Saline)

Erasmus Grasser, a középkor egyik nagy szobrásza készítette el a Grabenbach patak szabályozásának terveit. 1524-32 között építették a föld alatti medret. Ezen csónakkal lehet végighaladni. Díszes keretbe foglalták a források feltörésének helyszínét. A márványkút Grasser tervei alapján épült 1507-09 között. A sófőzdébe a 26%-os sótartalmú vizet a múlt században vezették be a környékről. 1809-ben épült a 80 km hosszú, fából ácsolt vezeték. Ez a szalinát Traunsteinnel és Rosenheimmel kötötte össze. 1817-ben pedig elkészült a 17 km hosszú berchtesgadeni vezeték Georg von Reichenbach tervei alapján
- Schloss Gruttenstein

Ez egy 12. századi bajor fejedelmi vár maradványa.
- óvárosi plébániatemplom (Pfarrkirche St. Nikolaus)

A templom a 12. században épült különálló harangtoronnyal. A 16.- és a 19. században átalakították homlokzatát és belső berendezését. A kitűnő osztrák festőtől, Mortiz von Schwind-től származnak a szentély freskói és a Golgota állomásait megörökítő festmények.

## Nevezetes személyek
Itt halt meg 1888-ban Ludwig Moralt festő, az esztergomi bazilika freskójának alkotója